# 夕刊フジ

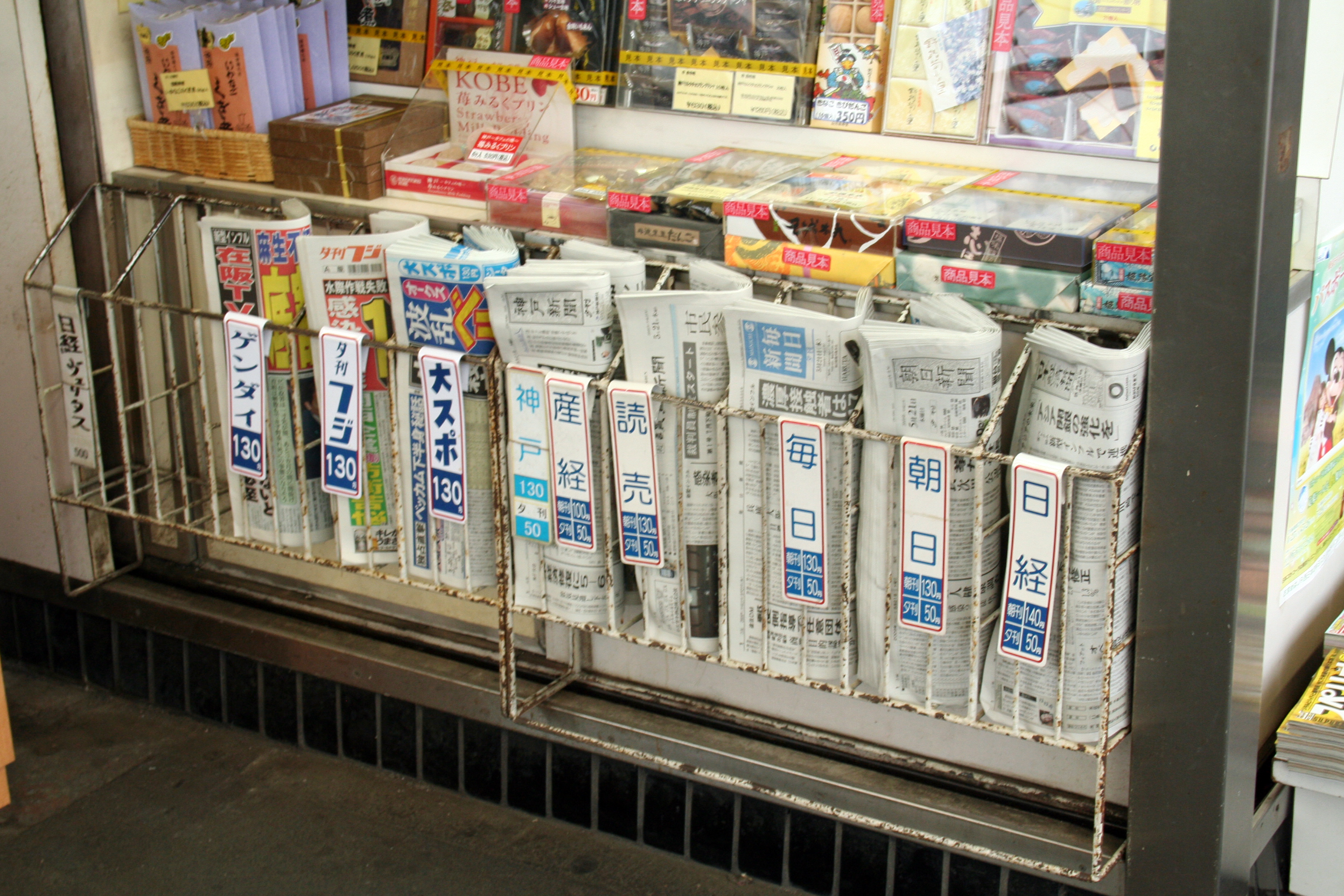
駅売店に陳列される夕刊フジを含む販売用新聞各紙

夕刊フジ（ゆうかんフジ）は、フジサンケイグループ（FCG）の産業経済新聞社（産経新聞社）が発行していた日本の夕刊紙。関東・近畿での即売が中心。発行日は原則日曜日と祝日を除く毎日。ただし年末年始は、12月29日に元日付け「新春特別号」を発行し、12月30日〜1月3日休刊。日本新聞協会・共同通信社に、同じ産経新聞社が発行する一般紙の産経新聞、スポーツ紙のサンケイスポーツとは別々に加盟していた。

## 歴史
日本初・唯一の駅売りタブロイド紙として、1969年（昭和44年）2月25日に、翌2月26日付けの夕刊（以後元日号を除き、発行日翌日付けとして発売）として創刊し、翌年、産業経済新聞社から子会社として分離されたフジ新聞社へ発行元を移行した。しかし、1987年（昭和62年）にサンケイスポーツ新聞社と共に産経新聞社本体に吸収合併された。

紙名は会社側の説明では富士山に由来するとされていたが、同じフジサンケイグループのテレビ局フジテレビジョンのフジに通じる面もあった。産経新聞社第3代・フジテレビ第2代社長鹿内信隆は、フジテレビを開局する際に「庶民に愛されなくてはならない。ポピュラーなものでなくてはならない。日本でポピュラーと言えば、桜と富士だから」と局名を提唱し、ゆくゆくは一般紙の産経新聞もフジ新聞に改題したいという願望を持っていたとされる。しかし、創業者の前田久吉ら関西出身の幹部から「関西ではフジでは通りが悪い」と言われた。そんな時にフジネットワークの準キー局関西テレビの社長を兼務していた京阪神急行電鉄（現・阪急電鉄）第8代社長小林米三から「夕刊をフジにしたらええがな」とアドバイスされ、紙名を決めると共に、産経新聞は『サンケイ』に改題することにしたという。
創刊の際には、産経新聞社の東京・大阪両本社から精鋭が集められ、エース級の記者が集結した。事実上、産経（サンケイ）新聞からのスピンオフ新聞である。創刊号の1面を飾ったのは、参議院議員だった石原慎太郎で、見出しは「慎太郎新党躍り出る」（青嵐会のこと）。この特ダネを物にした山崎幸雄は、FNS系列局福井テレビの第4代社長に栄転した。
2002年3月までは、親紙・産経新聞東京本社も夕刊を発売していた（大阪は後述の通り、大阪新聞を統合したうえで夕刊を継続している）が、その産経本紙の夕刊休刊後時事的な記事は当新聞に事実上統合されるようになった。
題字のデザインは、グラフィック・デザイナー杉山高子が手がけた。見出しにはオレンジ（橙）色を採用したことから「オレンジ色のニクい奴」というキャッチコピーが付き、2015年（平成27年）現在、1面に「オレンジ世代 応援宣言」のキャッチコピーが付されている。
2024年10月1日、産経新聞社は翌2025年1月31日発行号（2月1日付）をもって夕刊フジを休刊すると発表した。夕刊フジ電子版も同時に休刊とし、ウェブサイト「zakzak」も更新停止すると発表した。しかし、2025年1月27日にzakzakは2月1日以降も更新し、芸能・エンタメサイトにリニューアルすると発表した。夕刊フジが発行していた「健活手帖」は2024年11月号を最終号とする。
なおこの休刊を前にした2025年1月15日には、特別保存版と称した「さらば、オレンジ色のニクい奴～56年分　ドドンッと蔵出し～」が発売されている。

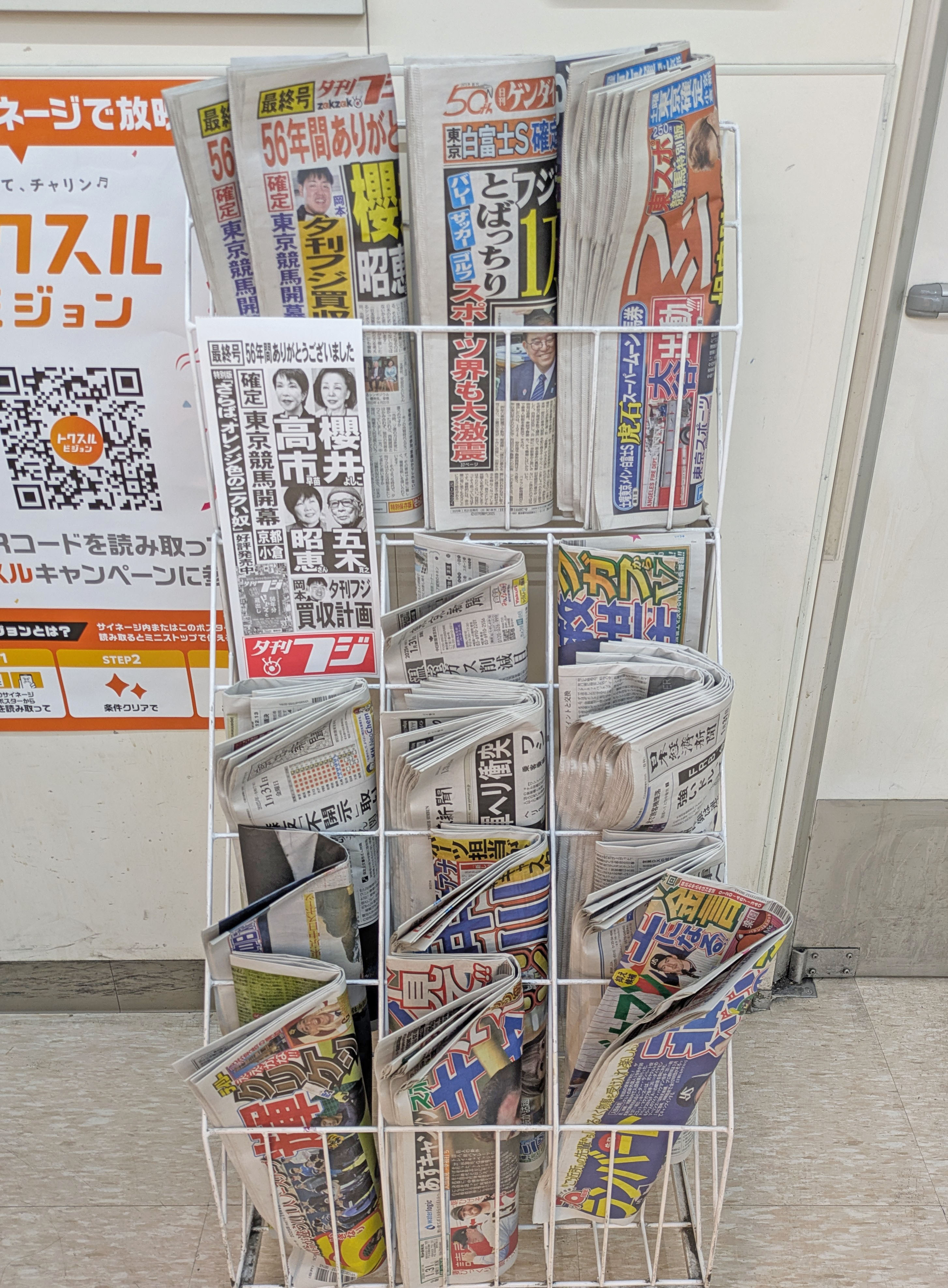
2025年1月31日の日本の新聞売り場（東京）

2025年1月31日、この日発行の2月1日号を以て休刊。当日には、長年にわたり同業のライバルであった日刊ゲンダイと東京スポーツから、感謝とねぎらいのメッセージが寄せられた。また、ゲンダイとフジは全面広告を相互に出稿し、50年に及んだ競合を讃えあった。

## 発行所
- 東京本社 東京都千代田区大手町一丁目7番2号
- 大阪本社 大阪市浪速区湊町二丁目1番57号

対象地域
- 東京本社版：関東、甲信越、静岡県、東北、北海道
- 大阪本社版：近畿、東海3県、北陸、中国、四国、九州（沖縄県を含む）

※首都圏では2002年3月の産経新聞東京本社版の夕刊休刊と同時に夕刊時の宅配が廃止され、宅配は広義の産経新聞朝刊との一回配達と同義になった（大阪本社の統合版地域（西部本部管轄の山口県・沖縄県を含む九州は宅配不可）も発行日翌朝の朝刊配達時の広義の一回配達であった）。一部地域は翌朝以降に駅売店・コンビニエンスストアのみで販売。
静岡県では紙版の即売での取り扱いが2020年10月以降ほぼ無くなった。
2023年10月から輸送費コスト削減のため、茨城県の即売も朝刊帯での販売となっていた。
※大阪本社版は、東京の産経本紙の夕刊休止となった2002年4月以後も、体裁上大阪新聞との統合という形で産経本紙としての夕刊を継続して発行していたため、併売されていた。宅配されていた版は、大阪市内では基本B版。
※福岡県福岡市にある産経新聞西部本部では印刷・発行を行っていなかったが、JR博多駅と西鉄福岡（天神）駅、福岡市営地下鉄天神駅の売店で、関西版のC版を午後4時以降に発売していた。新大阪駅からJR山陽新幹線に乗せられ発送された。
※名古屋市内では、名古屋駅や金山駅などJR・名鉄・近鉄・地下鉄の売店や一部コンビニで、関西版の早版をお昼過ぎ以降に発売。こちらも新大阪駅から東海道新幹線で輸送していた。
※JR札幌駅など北海道札幌市内の主要駅売店では東京本社最終版を、福岡県北九州市のJR小倉駅では大阪本社C版を、それぞれ朝刊扱いとして販売していた。このため、1日遅れの内容となっていた（番組表などの差し替えは無し）。
※2024年（令和6年）9月30日 で富山県内での発行を休止（終了）。
電子版
産経新聞社子会社の産経デジタルが販売する産経電子版・スマホ向けアプリでは発行日の午後5時に翌日付の紙面が更新され、地方でも遅れなく配信された。
産経電子版では、産経新聞の電子版とのセット売りが行われていた。また九州島内と山口県に限り、産経新聞九州・山口特別版の紙版および電子版と、夕刊フジ・サンケイスポーツ電子版のセット売りが行われていたが、2023年8月に親紙の産経新聞の紙版が3900円（大阪本社夕刊とのセットは4900円）に値上げしたことを受けて紙版とのセットは廃止され、別途1100円の電子版購読料（産経新聞電子版とセットなら2640円）が必要となった。スマホ版の夕刊フジforAndroidは2011年7月29日よりサービス開始。
なお、スマホ向け専用アプリ（『夕刊フジforAndroid』『産経新聞HD』）から購読した場合は、パソコンでの閲覧は出来なかった。パソコンでも閲覧したい場合は、産経電子版を契約し、産経電子版専用のアプリを使う必要があった。

## 印刷工程
夕刊フジは、東京本社版は原則として産経新聞印刷江東センター（東京都江東区）、大阪本社版は産経新聞印刷大淀センター（大阪市北区）で印刷していたが、東京都心で販売される分の一部のみ、東京都千代田区大手町の産経新聞東京本社隣にある読売新聞東京本社地下の工場で印刷していた。これはできる限り締切を遅らせることによって、東京証券取引所の終値などの記事の掲載を可能にするための措置であった。読売新聞ビルへの建て替えに伴い印刷工場が閉鎖されたため、2010年（平成22年）8月でこの措置は終了した。
読売新聞グループへの委託が行われていた頃は、中央競馬の枠順確定や、東証の大引けに合わせて一日最大三版の体制が組まれていた。中央競馬の開催前日となる金曜日と土曜日は、午前10時以前に印刷され、木曜日の15時45分頃に発表された出走馬決定表を馬名のアイウエオ順に掲載した『A版』と、午前10時頃に発表された枠順・馬番号入りの確定出馬表を掲載する『B版』、そして東証の終値を掲載した『C版』という具合であった。このため競馬開催前日には、どうしても早刷り版を並べる必要がある東京都心のごく一部の駅売店を除いて、『A版』の流通を極力絞るようにしていた。なぜなら競馬は枠順・馬番号が決まらなければ、勝馬投票券を発売することができず、ファンも同様に予想を立てられなくなるためであり、過去には出走馬決定表をそのまま確定出馬として発売してしまった専門紙『ぐりぐり◎』が創刊からわずか3週間で廃刊に追い込まれた例もある。
2022年時点では、東京本社版でも中央競馬の枠順確定がない月曜日から木曜日までは「AC統合版」という一日一版体制、金曜日と土曜日は『A版』と『BC統合版』という一日二版体制で印刷。電子版は1日1回、日本時間17時に更新されるため、中央競馬の枠順発表に関係なく『D版』と呼ばれる一日一版体制であった。競合紙の日刊ゲンダイや東京スポーツも同様の体制を取っていら。

なお、産業経済新聞社では2009年（平成21年）10月1日付から『産経新聞 九州・山口特別版』を発刊しているが、夕刊フジ・サンケイスポーツなど産経本紙以外の発行媒体については九州版（山口・沖縄含む）の現地印刷・発行は行っていなかった（後述）。

## 価格
2008年10月2日号（10月1日発行）から、1部売りが120円から130円に、2014年4月2日号（4月1日発行）からは130円から140円に、2019年4月2日号（4月1日発行）からは140円から150円に、2022年1月5日号（1月4日発行）からは150円から160円に、2023年3月7日号（3月6日発行）からは160円から180円に値上げした。
月極め購読料は、2023年4月の発行分より4,100円であった。

## ネット事業
1996年8月より公式ウェブサイト「ZAKZAK」を開設、日本におけるインターネット普及初期からネットでのニュース記事配信を行っていた。夕刊フジの紙面からの転載だけでなく、ネット限定記事の配信も行っており、中には「ZAK THE QUEEN」や「アニメ☆声優」のような内容的に夕刊フジの紙面では見ることが希な記事も配信していた。
本紙休刊に合わせて2025年1月31日を最後に更新を終了する予定だったが、2月1日以降も更新して芸能・エンタメサイトにリニューアルすると発表し、3月3日に『zakⅡ』（ザクツー）としてリニューアルオープンした。
また、2004年7月22日から2009年6月末にかけて、ファンコミュニケーションズと共同で、新聞社としては初のブログサイト「夕刊フジBLOG」を開設、コラム記事の掲載や個人ブログへの見出し配信、コメントやトラックバックで記事に対する批評や意見をうけつけるなど、様々な試みを行っていた。
2019年には、創刊50周年を記念して、夕刊フジの新音楽プロジェクト『夕刊フジミュージック』をスタートさせ、ザ・ゴールデン・カップス、BOWWOW、EARTHSHAKERなどのイベントをプロデュースし、YouTubeでもライブの模様を配信している。

## 紙面・論調

### 構成の根幹
産経新聞と比べてセンセーショナル・興味本位色が強く、競合の日刊ゲンダイもほぼ同様の体裁となっていた。
1998年（平成10年）に東京高等裁判所で出されたロス疑惑・元妻銃撃事件の控訴審判決で、裁判長福崎伸一郎は本紙の姿勢を「通勤途上の会社員などを対象として、専ら読者の関心をひくように見出し等を工夫し、主に興味本位の内容の記事を掲載している」と断じた。

### 内政
日本国内の政治に関しては産経新聞と同様に親自民・維新で、野党（維新・新国民・松原仁除く）や左派マスコミに対して批判的であった。ただし、左派メディアの代表格と言える中日新聞・東京新聞に対しては、発行元の中日新聞社の最高幹部が産経新聞社に一時、役員として迎えられていたという歴史的経緯により、批判は抑えられていた。

### 韓国・朝鮮・中国
産経新聞本紙と同様に、韓国・北朝鮮に批判的で、特に韓国に対してはほぼ毎日批判記事が載っていた。なお競合の日刊ゲンダイも韓国に批判的だが反韓・嫌韓に傾いた理由が産経新聞社とは異なる。

また韓国ほどではないが中国に対しても批判的であった。

### 経済
最終版（C版）では東京証券取引所の終値を掲載していた。また、中国株についての連載もあった。

### 中央競馬
産経新聞社が発行するサンケイスポーツと、中央競馬専門媒体の競馬エイト・週刊Gallopとはスタッフの交流があり、またサンスポと競馬面のブランド（『ZBAT!競馬』）を共有していた。特に、Gallopは週刊誌であるという特性上、Gallop専任スタッフの枠順確定後の予想は本紙で発表することが多かった。

なお、本紙予想は2023年（令和5年）現在でも東西共にサンスポ・エイトとは別の担当者が行う体制になっており、Gallopが創刊する前は他の産経新聞社発行媒体との交流が薄かった。

### 日付表記
日付表記の仕方は産経新聞と異なり、終面題字部以外の欄外において全て（平成19年2月1日）のように元号のみ表記していたが、東京版のみ2007年2月1日から西暦（元号）に変更し、記事中では原則として元号表記を西暦表記に改め、止むを得ない場合に限り「西暦（元号）」表記を行うようになった。なお、関西版では2007年2月以降も元号表記を継続していたが、同年10月1日から東京と同じく「西暦（元号）」表記に変更された。ただし、連載コラムでは元号のみで表記しているものもあった。また、当日ではなく、翌日の日付で発刊していることも特徴であった。また東京版では欄外の日付は細く、関西版では太くなっていた。天気は東京版ではマークで、関西版では字で掲載していた。2008年4月から1面にPOSコード（バーコード）が表記されている。

## 連載コラムの執筆者
- 阿部亮 - 毎週火曜日「司法書士 阿部亮のつぶやき世界一周」を連載
- 有本香 - 「有本香の以毒制毒」を連載
- 加賀孝英 - 「スクープ最前線」隔週連載
- 飯田浩司 - 「ニッポン放送・飯田浩司のそこまで言うか!」
  - ニッポン放送アナウンサーで朝ワイド担当。ニッポン放送の朝ワイド担当パーソナリティもコラムを書いており、前任の高嶋秀武も「おたよりニッポン晴れ」のタイトルで『高嶋ひでたけのあさラジ!』で募集した川柳と高嶋の一言を掲載していた。
- ケント・ギルバート - 「ニッポンの新常識」
- 高須克弥 - 「Yes! 高須のこれはNo! だぜ」
- 室谷克実 - 「悪韓論」
- 高橋洋一 (経済学者) - 「日本の解き方」
- 富坂聰 - 「真・人民日報」
- 長谷川幸洋 - 「ニュースの核心」
- 桂春蝶 (3代目) - 「桂春蝶の蝶々発止。」
- トニー・マラーノ - 「痛快!テキサス親爺」

- 山口那津男 - 「本音でズバッと」
- 松井一郎 - 「維新伝心」
- 平沢勝栄 - 「俺がやらねば」
- 釈量子 - 「いざ!幸福維新」

- 井沢元彦 - 「お金の日本史」。過去に「再発掘 人物日本史』（週刊ポスト連載『逆説の日本史』）の姉妹編を連載。
- 吉澤恵理 - 「男盛りはこれからだ!! 50代元気の秘訣」
- 島田雅彦 - 「一服啓上」
- スーツ (YouTuber) - 『YouTuberスーツの旅行記』
- 須田慎一郎 - 「須田慎一郎が斬る!!」
- 兼原信克 - 「令和の国難」
- 平井文夫 - 「ニュース裏表」

- ケラリーノ・サンドロヴィッチ - 日替わりで月曜担当
- 増島みどり - 日替わりで火曜担当
- 花田紀凱 - 日替わりで水曜担当
- 中瀬ゆかり - 日替わりで木曜担当
- 白川道 - 日替わりで金曜担当（中瀬ゆかりの夫（事実婚））
- 島村英紀 - 日替わりで金曜担当
- Julie - 関西版での毎週水曜担当
- 那須顕一（日本イケダン協会　会長） -　毎週火曜 「読者の皆様、総イケダン化計画」 を連載

### 過去
- 麻生太郎
- 安倍晋三 - 暗殺後に特別号「安倍晋三元首相連載集」を発行。一周忌直前にも「新装版・安倍晋三連載集」を発行した。
- 小沢一郎
- 太田昭宏
- 亀井静香
- 神崎武法
- 中川昭一
- 中田宏
- ドリアン助川（現：明川哲也）
- 泉麻人 - かつて月曜の日替わりコラムを断続的に長期連載。
- 昔昔亭桃太郎
- 佐高信 - 「西郷隆盛伝説」
- 田中康夫
- 吉田類
- 中村うさぎ
- ひかり (コラムニスト)

## 連載漫画（全て連載終了）
- 4コママンガ
  - やくみつる（月曜）
  - 高橋春男（火曜）
  - 小槻さとし（水曜）
  - しりあがり寿（木曜）
  - いしいひさいち（金曜） - 以上2面で日替わり
  - ザビエル山田（月曜 - 金曜）
  - ふるたみか（週末特別版） - 以上アダルト面
  - 安藤しげき：終了
  - 岡田真奈美（木曜 岡田真奈美のお天気保健室） 終了
- 週末特別版
  - 唐沢なをき - 夕刊赤富士
- 長編マンガ
  - 寺島優原作・李志清作画 - 『三国志』（メディアファクトリー（現・KADOKAWAメディアファクトリーBC）から発売の単行本からの再録）

## 公営競技担当記者
- 秋田麻子 - 2021年東京スポーツから移籍。競輪を担当し東スポ時代にはスポーツ紙史上初の女性専門記者誕生と騒がれた。
- 片山真 - 2013年日刊ゲンダイから移籍（元東日本主場本紙予想）。廃刊後、サンスポZBAT!に異動。
- 水谷圭助 - 大阪本社で中央競馬西日本主場を担当。廃刊後、サンスポに異動。
- 南庄司 - 中央競馬西日本主場本紙予想。廃刊と同時に予想活動を引退。
- 村瀬信之 - レース担当部長、中央競馬東日本主場本紙予想。廃刊後、サンスポに異動。
- 和田稔夫 - エイト関東想定班兼務、Gallop本誌予想兼任。廃刊後、Gallopに異動。

## テレビ放送（終了）
2006年（平成18年）1月23日から2009年3月30日までの平日 19:30 - 20:00（再放送 21:00 - 21:30、23:30 - 24:00）に、モバHO!（モバイル放送）において、「夕刊フジTV」が放映されていた。この番組は、夕刊フジの編集スタッフがその日の最終版の紙面をもとにしたニュース解説を雑談仕立てで展開するもので、ゲストとしてグラビアアイドルや取材現場の記者が登場することもあった。

## 番組表

### 東京版
フルサイズ
- NHK G（首都圏局管轄）
- 日テレ
- テレビ朝日
- TBSテレビ
- テレビ東京
- フジテレビ

ハーフサイズ（フルサイズ局の上）
- NHK BS
- BSプレミアム4K
- BS日テレ
- BS朝日
- BS-TBS
- BSテレ東
- BSフジ

ハーフサイズ（BS-TBS・BSテレ東・BSフジの上）
- WOWOW（プライム・ライブ・シネマ）

ハーフサイズ（フルサイズの端）
- ニッポン放送
- 文化放送

上から順。ほとんどの新聞の例に倣えば周波数順のため文化放送が頭に来るはずが、資本関係からかニッポン放送が先。なお、その他のNHK・TBS・RFと全FM局は掲載されなかった。QRの下には凡例表があった。

### 大阪版
フルサイズ
- NHK G（大阪放送局管轄）
- MBSテレビ
- ABC
- カンテレ
- 読売テレビ
- TVO

ハーフサイズ（フルサイズ局の上）
- NHK BS・BSプレミアム4K
- WOWOWプライム
- BS日テレ
- BS朝日
- BS-TBS
- BSテレ東
- BSフジ

クオーターサイズ（衛星の左隣）
- ラジオ大阪

※土曜日に限り衛星はカットされる代わりにKBS京都、サン、NHKラジオ第1放送、ABC、MBS、FM802も掲載。（以上の各局は以前は平日にも掲載されていたが、紙面スペースの関係で割愛され、ラジオにいたっては2011年7月より産経が直接関係するラジオ大阪のみになった）

## 批判
- 2007年に紙上で「2ちゃんねる停止」と2ちゃんねるが閉鎖するような記事を書いたとされ、管理人のひろゆきは「狼少年の寓話を彷彿とさせますよね。よい子の皆さんは真似しないようにしましょー」と怒り混じりに反論し話題となった。一方の夕刊フジ側は「閉鎖について一切言及していない」とし、ひろゆき自身が2chに踊らされていると皮肉った[15]。

- 同年に紙上でライブドア社が「ライブドア自前報道部門を廃止」と報道したが、PJニュースから誤報だと反論された。似通った報道をしていた日テレNEWS24が出元ではないかと推測される[16]。

- ベネッセコーポレーション社長の不倫報道で、掲載された人物がまったくの別人だったと話題になった。だがこれについては訂正も謝罪もなく、夕刊フジ側は「ベネッセ側がお詫びをしないでくれとの依頼があった」と釈明したが、ベネッセは事実無根と発表している[17]。

- 民主政権「レーダー照射」隠蔽か　尖閣国有化前”と題する2013年2月7日付の記事で、中国海軍の艦船から自衛隊の艦船へ向けて射撃用レーダーが照射される事案は、民主党政権時代にも起きていたが、民主党はこれを国民に隠蔽していたと報じるも[18]、翌2月8日の衆議院予算委員会及び、2月27日の参議院予算委員会で防衛大臣の小野寺五典が、そのような事実はなかったと否定[19][20]。民主党からは同様の報道をした日本経済新聞に対し抗議文が出されている[21][22]。

- 2020年11月18日、ZAKZAKに「名古屋・河村市長、愛知・大村知事に『公開質問状』　リコール賛同、43万人署名を「真摯に受け止めているのか」」という記事が掲載された[23]。この中で、約43万の署名が集まったことをもって「約43万人もの愛知県民が賛同した」と断定した。しかし2021年2月1日、県選挙管理委員会は署名の約8割が無効であり、不正が疑われると発表した[24]（愛知県知事リコール署名偽造事件）。これによって記事が誤報であったことが判明したが、これについて夕刊フジや産経新聞社は一切謝罪・訂正を行っていない。
- 2024年8月5日（6日付）、「渋谷センター街・名物オヤジ ジミーの親孝行娘」の記事中に掲載した写真について、記事とは無関係のYouTuberだったことが当事者によるSNSでの訴えで判明。同月14日発行の紙面並びに公式Xにて謝罪した。夕刊フジは取材対象者からメールにて送付された写真データを本人確認しないまま、そのまま掲載してしまったとしている[25]。